# GP Denain 1975
De 17e editie van de wielerwedstrijd GP Denain werd gehouden op 1 april 1975. De start en finish vonden plaats in Denain in het Franse Noorderdepartement. Op het podium stonden drie Belgen, Joseph Abelshausen, André Dierickx en Roger Loysch, waarvan de laatste won.

## Uitslag
| GP Denain 1975 |                        |                            |      |
| Plaats         | Naam                   | Ploeg                      | tijd |
| Winnaar        | Roger Loysch           | Alsaver-Jeunet-De Gribaldy |      |
| 2              | Joseph Abelshausen     | IJsboerke-Colner           |      |
| 3              | André Dierickx         | Rokado                     |      |
| 4              | Luc D'Hondt            | Maes-Watney                |      |
| 5              | Robert Mintkiewicz     | Gitane-Campagnolo          |      |
| 6              | Alfred Gaida           | Rokado                     |      |
| 7              | Marc Renier            | IJsboerke-Colner           |      |
| 8              | Geert Malfait          | Maes-Watney                |      |
| 9              | Tony Gakens            | Alsaver-Jeunet-De Gribaldy |      |
| 10             | Manuel Santos Castillo | Alsaver-Jeunet-De Gribaldy |      |

1959 · 1960 · 1961 · 1962 · 1963 · 1964 · 1965 · 1966 · 1967 · 1968 · 1969 · 1970 · 1971 · 1972 · 1973 · 1974 · 1975 · 1976 · 1977 · 1978 · 1979 · 1980 · 1981 · 1982 · 1983 · 1984 · 1985 · 1986 · 1987 · 1988 · 1989 · 1990 · 1991 · 1992 · 1993 · 1994 · 1995 · 1996 · 1997 · 1998 · 1999 · 2000 · 2001 · 2002 · 2003 · 2004 · 2005 · 2006 · 2007 · 2008 · 2009 · 2010 · 2011 · 2012 · 2013 · 2014 · 2015 · 2016 · 2017 · 2018 · 2019 · 2020 · 2021 · 2022 · 2023 · 2024 · 2025